# Wolf-Dieter Hugelmann
Wolf-Dieter Hugelmann (* 1944 in Klosterneuburg; † 5. November 2002 in Wien) war ein österreichischer Journalist, Kulturkritiker und PR-Berater.

## Leben
Neben dem Studium der Germanistik und Anglistik begann er als Redakteur und Kulturkritiker bei der Tageszeitung Kurier, später war er beim Express und für die Kronen Zeitung tätig.
1970 wurde er von Generalintendant Gerd Bacher in den ORF, die staatliche Hörfunk- und Fernsehanstalt, geholt und mit der Leitung der Kulturabteilung betraut. Er erreichte, dass nach der  Zeit im Bild, der täglichen Hauptnachrichtensendung des Fernsehens, Kulturnachrichten ausgestrahlt wurden; das war in Europa damals einzigartig. Aufgrund seiner linken Ansichten kam es aber bald zum Zerwürfnis.
1973 wurde Hugelmann mit dem Förderungspreis des Dr.-Karl-Renner-Publizistikpreises gewürdigt.
1973 war Hugelmann Mitglied der achtköpfigen Jury, die von Unterrichtsminister Fred Sinowatz für die Vergabe der Förderungsmittel im Rahmen des Kleinbühnenkonzeptes eingesetzt wurde.
Hugelmann machte sich 1973 als PR-Berater selbstständig und gründete die Agentur Communica GmbH, eine der ersten Agenturen für Unternehmenskommunikation in Österreich. 1975 war er Mitbegründer des Public Relations Clubs Austria, der 1980 in Public Relations Verband Austria umbenannt wurde und bis heute besteht. 1979 bis 1982 gehörte er dem Vorstand des PRVA an, 1979 / 1980 unter PRVA-Präsident Hansjörg Wachta, 1981 / 1982 unter  Franz M. Bogner.
Gemeinsam mit Coop Himmelb(l)au veranstaltete er 1976 in Wien den Supersommer, war Filmproduzent, Künstlervermittler, Veranstalter und handelte mit Filmrechten. Hugelmann konzipierte Spiele für namhafte Verlage und redigierte das satirische Magazin Online-Fackel. Für den damaligen Wiener Fremdenverkehrsverband betreute er die 1979 begonnene und bis in die 1990er Jahre betriebene PR-Aktion Ich bin ein freundlicher Wiener / Come and see friendly Vienna.

## Auszeichnungen
- 1973: Dr.-Karl-Renner-Publizistikpreis (Förderungspreis)

## Veranstaltungen
- 1975: „In Strauss und Bogen“ (150. Geburtstag von Johann Strauss)
- 1975: „Die Österreicher - Ein Volk gibt Auskunft“ (Österreich-Wettbewerb)
- 1976: „Supersommer“ (Stadtfestival am Wiener Naschmarkt)

## Filmografie
- 1971: „Das Ohr I“ Dokumentarfilm über das Ohr (Drehbuch)
- 1971: „Das Ohr II“ (Drehbuch)
- 1973: „Das Ohr III“ (Drehbuch)
- 1972: „Der Retter des Wienerwaldes“ (100 Jahre Rettung des Wienerwaldes durch Josef Schöffel)
- 1974: „Schulreform – bitte warten“ (Porträt des Schulreformers Otto Glöckel)
- 1974: „Ein Einsamer in Zürich“ (Porträt von Fritz Hochwälder)
- 1975: „Demgemäß alles in Ordnung“ (Porträt Josef Meinrads)[2]

## Werke
- Peter Neuhauser und Wolf-Dieter Hugelmann: Die Österreicher – Ein Volk gibt Auskunft, Wien 1976, Ein stern-Buch, Gruner + Jahr, UBW
- Wolf-Dieter Hugelmann, Gerold Seidl: „Der große österreichische Jugendpreis 82“, Wien 1982, Die Erste Österr. Spar-Casse, UBW